# 康普頓散射

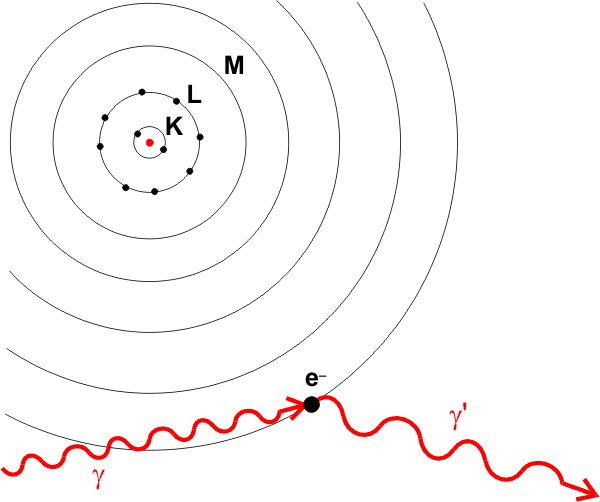
康普頓散射

在原子物理学中，康普顿散射，或称康普顿效应（英語：Compton effect），是指当X射线或伽马射线的光子跟物质相互作用，因失去能量而导致波长变长的现象。相应的还存在逆康普顿效应——光子获得能量引起波长变短。这一波长变化的幅度被称为康普顿偏移。
康普顿效应通常指物质电子雲与光子的相互作用，但还有物质原子核与光子的相互作用——核康普顿效应存在。

## 简介
康普顿效应首先在1923年由美国物理学家阿瑟·康普顿观察到，并在随后的几年间由他的研究生吴有训证实了其普遍性。康普顿因发现此效应而获得1927年的诺贝尔物理学奖。
这个效应反映出光不仅仅具有波动性。此前汤姆孙散射的经典波动理论并不能解释此处波长偏移的成因，必须引入光的粒子性。这一实验说服了当时很多物理学家相信，光在某种情况下表现出粒子性，光束类似一串粒子流，而该粒子流的能量与光频率成正比。
在引入光子概念之后，康普顿散射可以得到如下解释：电子与光子发生弹性碰撞（彈性碰撞產生的非彈性散射），电子获得光子的一部分能量而反弹，失去部分能量的光子则从另一方向飞出，整个过程中总动量守恒，如果光子的剩余能量足够多的话，还会发生第二次甚至第三次弹性碰撞。
康普顿散射可以在任何物质中发生。当光子从光子源发出，射入散射物质（一般指金属）时，主要是与电子发生作用。如果光子的能量相当低（与电子束缚能同数量级），则主要产生光电效应，原子吸收光子而产生电离。如果光子的能量相当大（远超过电子的束缚能）时，则我们可以认为光子对自由电子发生散射，而产生康普顿效应。如果光子能量极其大（>1.022百萬电子伏特）则足以轰击原子核而生成一对粒子：电子和正电子，这个现象被称为成對產生。
由於光子具有波粒二象性，因此，應該可以用波動理論詮釋這效應。埃尔温·薛定谔於1927年給出半經典理論。這理論是用古典電動力學來描述光子，用量子力學來描述電子。:28, 286

## 康普顿频移公式
康普顿本人引用光电效应和狭义相对论来解释这一现象，并依据余弦定律推导得出康普顿频移公式
{\displaystyle \lambda -\lambda _{0}={\frac {h}{mc}}\left(1-\cos \theta \right)}
其中的符號對應如下
| {\displaystyle \lambda _{0}\,} |  |  |  | 撞前波长                             |
| {\displaystyle \lambda \,}     |  |  |  | 撞後波长                             |
| {\displaystyle m\,}            |  |  |  | 电子质量                             |
| {\displaystyle \theta \,}      |  |  |  | 光子方向转动角（碰撞前後的路径夹角） |
| {\displaystyle h\,}            |  |  |  | 普朗克常数                           |
| {\displaystyle c\,}            |  |  |  | 光速                                 |
推導要件:
| {\displaystyle \mathbf {p} _{0}\,}                                                                 |  |  |  | 撞前光子動量 |
| {\displaystyle \mathbf {p} \,}                                                                     |  |  |  | 撞後光子動量 |
| {\displaystyle \mathbf {v} \,}                                                                     |  |  |  | 撞後電子速度 |
| {\displaystyle \gamma ={\frac {1}{\sqrt {1-\left(\mathbf {v} /c\right)^{2}}}}}                     |  |  |  |              |
| {\displaystyle \mathbf {p} _{0}=\mathbf {p} +\gamma m\mathbf {v} }                                 |  |  |  | 动量守恒     |
| {\displaystyle \left\|\mathbf {p} _{0}\right\|c+mc^{2}=\left\|\mathbf {p} \right\|c+\gamma mc^{2}} |  |  |  | 能量守恒     |
| {\displaystyle \left\|\mathbf {p} \right\|={\frac {h}{\lambda }}}                                  |  |  |  | 物質波公式   |
推导如下：
{\displaystyle {\begin{array}{rcl}\mathbf {p} _{0}^{2}+\mathbf {p} ^{2}-2\left|\mathbf {p} _{0}\right|\left|\mathbf {p} \right|\cos \theta &=&\left(\mathbf {p} _{0}-\mathbf {p} \right)^{2}=\left(\gamma m\mathbf {v} \right)^{2}\\&=&\left(\gamma mc\right)^{2}-\left(mc\right)^{2}=\left(\left|\mathbf {p} _{0}\right|+mc-\left|\mathbf {p} \right|\right)^{2}-\left(mc\right)^{2}\\&=&\left(\left|\mathbf {p} _{0}\right|-\left|\mathbf {p} \right|\right)\left(\left|\mathbf {p} _{0}\right|+2mc-\left|\mathbf {p} \right|\right)\\&=&\mathbf {p} _{0}^{2}+\mathbf {p} ^{2}-2\left|\mathbf {p} _{0}\right|\left|\mathbf {p} \right|+2mc\left(\left|\mathbf {p} _{0}\right|-\left|\mathbf {p} \right|\right)\end{array}}}
移項得：
{\displaystyle {\frac {1-\cos \theta }{mc}}={\frac {\left|\mathbf {p} _{0}\right|-\left|\mathbf {p} \right|}{\left|\mathbf {p} _{0}\right|\left|\mathbf {p} \right|}}={\frac {1}{\left|\mathbf {p} \right|}}-{\frac {1}{\left|\mathbf {p} _{0}\right|}}={\frac {\lambda }{h}}-{\frac {\lambda _{0}}{h}}}
也就是
{\displaystyle \lambda -\lambda _{0}={\frac {h}{mc}}\left(1-\cos \theta \right)}

## 应用

### 康普顿散射
康普顿效应对放射生物学十分重要，由於它是高能量X射线与生物中的原子核间，最有可能发生的相互作用，因此亦被应用於放射疗法。
材料物理中，康普顿效应可以用於探测物质中的电子波函数。
康普顿效应也是伽马射线光谱学中的重要效应，它是在光谱图表上產生康普顿边缘（Compton edge）的原因，因为伽马射线有可能被散射出所用的探测器以外。康普顿抑压法（用较廉价的探测器去包围较高价的主探测器）被用於探测走散的散射伽马射线而抵消此作用带来的影响。

### 逆康普顿散射
逆康普顿散射在天体物理学上有重要意义。在X射线天文学中，黑洞周围的吸积盘被认为会产生热辐射。此辐射所产生的低能光子会与黑洞的晕中的相对论性电子发生逆康普顿散射，从而获得能量。此现象被视为是吸积黑洞的X射线光谱（0.2-10千电子伏）中幂次项的成因。
当宇宙微波背景辐射穿过星系团周围的热气体时，逆康普顿效应亦能被观测到。宇宙微波背景辐射的光子被气体中的电子散射到更高的能量去，即所观测到的苏尼亚耶夫-泽尔多维奇效应。